# Lijst van VOC-directeuren van Bengalen
Bengalen was een gebied van de Vereenigde Oostindische Compagnie dat bestuurd werd door een directeur, hieronder een lijst van deze directeurs:
- 1655-1658 Pieter Sterthemius
- 1658-1663 Mattheus van den Broucke
- 1663-1665 Rogier van Heyningen
- 1665-1669 vacant
- 1669-1673 Constantijn Ranst de jonge
- 1673 Pieter Hoffmeester
- 1673-1676 François de Haze
- 1677-1678 Willem Volger
- 1678-1680 Jacob Verburgh
- 1681-1683 Nicolaas Baukes
- 1683-1685 Marten Huysman
- 1685-1688 Nicolaas Schag(h)en
- 1688 Pieter Willeboorts
- 1688-1696 Arnoldus Muykens
- 1696-1701 Pieter van Dishoeck
- 1701-1705 Jacob Pelgrom
- 1705-1710 Willem de Roo
- 1710-1716 Anthony Huysman
- 1717-1722 Ewout van Dishoeck
- 1722-1724 Mr. Petrus Vuyst
- 1724-1727 Abraham Patras
- 1727-1731 Jacob Sadelijn
- 1731-1733 Rogier Beernards
- 1734-1744 Jan Albert Sichterman
- 1744-1750 Jan Huyg(h)ens
- 1750-1755 Jan Karsseboom
- 1755 Louis Taillefert
- 1755-1760 Adriaan Bisdom
- 1760-1763 Louis Taillefert
- 1763-1769 George Lodewijk Vernet
- 1769-1770 Boudewijn Versewel Faure
- 1771-1776 Johannes Bacheracht
- 1776-1781 Johannes Mattheus Ross
- 1781-1784 Engels tussenbestuur
- 1784-1785 Gregorius Herklots
- 1785-1792 Mr. Isaac Titsingh
- 1792-1795 Cornelis van Citters Aarnoutszoon
- 1795 Johan Willem Salomon von Haugwitz